# Naobranchia variabilis
Naobranchia variabilis (лат.) — вид эктопаразитических морских веслоногих ракообразных из семейства Lernaeopodidae. Данные паразиты поражают жаберные лепестки различных рыб (в том числе Brevoortia patronus, Chilomycterus schoepfi, Lagocephalus inermis, Ogcocephalus radiatus, Tetractenos hamiltoni), приводя к жаберной патологии у рыбы — к опухоли на жаберных лепестках.